# بيتر ماكفي (مؤرخ)
بيتر ماكفي (بالإنجليزية: Peter McPhee)‏ هو مؤرخ أسترالي، ولد في 24 يناير 1948 في أستراليا.